# Olle Boström (Bogenschütze)
Alf Olov Egil „Olle“ Boström  (* 31. März 1926 in Forshaga, Värmlands län; † 31. Juli 2010 ebenda) war ein schwedischer Bogenschütze.
Boström, der für Älvenäs Bågskytteklubb, Vålberg startete, nahm an den Olympischen Spielen 1972 in München teil und belegte Rang 27.
Ebenfalls 1972 wurde Boström Europameister mit der Mannschaft, der auch Gunnar Jervill und Rolf Svensson angehörten.